# Corona de Tucson
Corona de Tucson es un lugar designado por el censo ubicado en el condado de Pima en el estado estadounidense de Arizona. En el Censo de 2010 tenía una población de 5675 habitantes y una densidad poblacional de 359,91 personas por km².

## Geografía
Corona de Tucson se encuentra ubicado en las coordenadas 31°56′58″N 110°47′1″O / 31.94944, -110.78361. Según la Oficina del Censo de los Estados Unidos, Corona de Tucson tiene una superficie total de 15.77 km², de la cual 15.77 km² corresponden a tierra firme y (0%) 0 km² es agua.

## Demografía
Según el censo de 2010, había 5.675 personas residiendo en Corona de Tucsoin. La densidad de población era de 359,91 hab./km². De los 5.675 habitantes, Corona de Tucsóon estaba compuesto por el 85.2% blancos, el 3.67% eran afroamericanos, el 0.85% eran amerindios, el 2.24% eran asiáticos, el 0% eran isleños del Pacífico, el 3.75% eran de otras razas y el 4.3% pertenecían a dos o más razas. Del total de la población el 18.77% eran hispanos o latinos de cualquier raza.